# Georgi Gospodinov
Georgi Gospodinov Georgiev (bolgarsko Георги Господинов Георгиев), bolgarski pisatelj, pesnik in dramatik, * 7. januar 1968, Jambol, Bolgarija.
Velja za enega najbolj znanih sodobnih evropskih pisateljev in je najbolj prevajan med bolgarskimi avtorji, ki so začeli ustvarjati po padcu komunizma leta 1989. Prejel je številne prestižne evropske literarne nagrade, med njimi mednarodno nagrado booker.

## Življenje in delo
Rodil se je v Jambolu na vzhodu Bolgarije in odraščal v Topolovgradu blizu meje s Turčijo. Motivi s podeželja so pogosti v njegovih delih. V zgodnjih 1990. letih je začel z ustvarjanjem poezije: leta 1992 je izšla njegova zbirka Lapidarij, štiri leta kasneje pa je za zbirko Češnja nekega naroda prejel več nacionalnih nagrad.
Zaslovel je s svojim proznim prvencem, romanom Naravni roman (1999), ki je bil dobro sprejet v domovini in kmalu preveden v več jezikov. Še večji uspeh je doživel njegov drugi roman Fizika žalosti (2011), ki je nekakšen odgovor na članek v reviji The Economist, ki je razglasil Bolgarijo za najbolj žalosten kraj na svetu. Leta 2020 mu je sledil roman Časovno zaklonišče.
V središču njegovih zgodb so nevidni posamezniki, ki živijo vsakdanja življenja, pri tem pa je pripoved pogosto fragmentirana, a po mnenju kritikov mojstrsko spletena v celoto in obogatena s črnim humorjem. Zaradi poigravanja s pripovedno nitjo in besednimi igrami (po Borgesovem zgledu) se ga je oprijela oznaka postmodernista. V več svojih romanih tematizira kolektivni spomin. Poleg poezije in romanov ustvarja še drame, eseje in scenarije. Njegovo delo Večnata muha (2010) je bil prvi bolgarski risoroman.

## Priznanja
Za svoje romane je poleg nacionalnih prejel številne mednarodne literarne nagrade, vključno z italijansko nagrado strega in – skupaj s prevajalko v angleščino Angelo Rodel – še mednarodno nagrado booker (obe slednji za roman Časovno zaklonišče). Leta 2025 je bil prejemnik mednarodne nagrade za književnost Vilenica, ki jo podeljuje Društvo slovenskih pisateljev. Odlikovan je bil tudi z redom viteza francoskega Ordre des Arts et des Lettres.